# Kodansha USA
Kodansha USA Publishing, LLC — видавництво, що базується в Нью-Йорку, США, та є дочірньою компанією найбільшого японського видавництва Kodansha.
Від засновання в липні 2008 року, Kodansha USA публікує книги про Японію, японську культуру та манґу, останню під маркою Kodansha Manga (раніше Kodansha Comics).
9 березня 2021 року Kodansha USA Publishing оголосила про ребрендинг й перезапуск свого вебсайту, об'єднання Kodansha Comics, Kodansha USA International та Vertical, а також перейменування Kodansha Comics на Kodansha Manga.

## Kodansha Comics
Kodansha Comics — імпринт Kodansha USA Publishing, заснований у 2009 році до 100 річчя Kodansha. Відповідає за локалізацію та видання манґи материнської компанії. Першими локалізованими творами стали «Привид у латах» Масамуне Шіро та «Акіра» Кацухіро Отомо, які раніше були опубліковані англійською Dark Horse Comics.
Згодом імпринт почав переймати серії, які раніше видавалися Tokyopop, після рішення Kodansha не подовжувати термін їхніх ліцензій. Незважаючи на прямий зв'язок з Kodansha, Kodansha Comics не мав наміру бути єдиним локалізатором серій Kodansha, дозволяючи Del Rey Manga публікувати багато з них. Після закриття Del Rey Manga в жовтні 2010 року Kodansha Comics перейняв деякі серії, локалізовані цим видаництвом, дистриб'ютором виступило видавництво Random House.